# Røremaskine
En røremaskine eller håndmixer er en køkkenmaskine, der ved hjælp af roterende blade kan sammenblande eller piske fødevarer.